# Kimura Shota
Shota Kimura (sinh ngày 17 tháng 10 năm 1988) là một cầu thủ bóng đá người Nhật Bản.

## Sự nghiệp câu lạc bộ
Shota Kimura đã từng chơi cho Ventforet Kofu, Matsumoto Yamaga FC, Kataller Toyama và Grulla Morioka.